# Ondrejovce
Ondrejovce jsou obec na Slovensku v okrese Levice. Sousedí s obcí Bajka (cca 1 km) a Tekovské Lužany (cca 5 km).

## Kultura a zajímavosti

### Památky
- Římskokatolický kostel Navštívení Panny Marie, jednolodní románská stavba s polokruhovou apsidou a malou střešní věží z první poloviny 13. století. Nachází se na okraji vesnice. Z původní středověké stavby se kromě obvodových zdí zachovalo zaklenutí apsidy konchou a pastoforium ve svatyni. Od reformace do poloviny 18. století byl kostel kalvínský. V roce 1770 postihl kostel rozsáhlý požár, po kterém byl barokně upraven, vznikly nové otvory a nová fasáda se šambránami. První obnova kostela se uskutečnila již v roce 1895. Poslední obnovou prošel v roce 1982. [2]

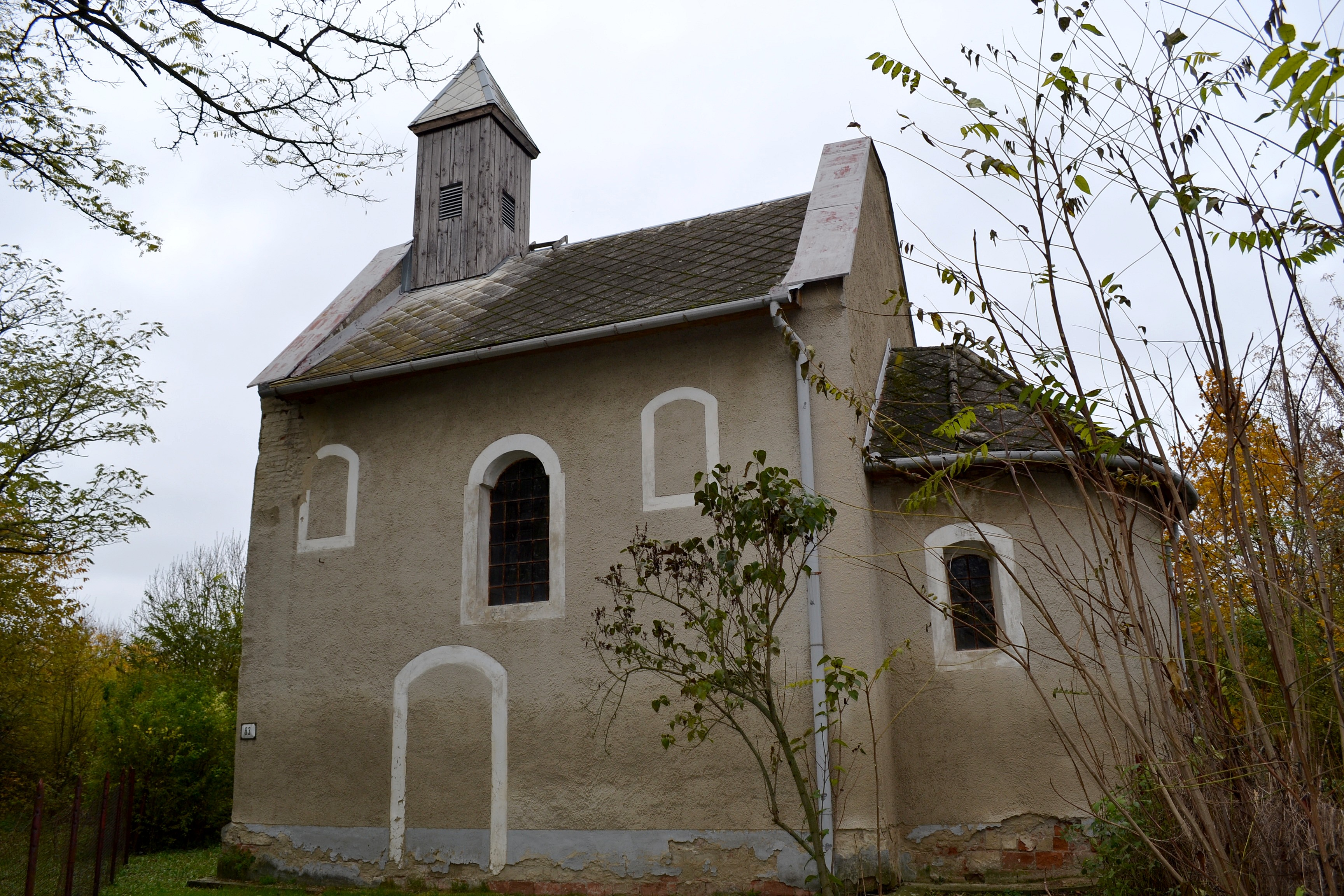
Kostel Navštívení Panny Marie
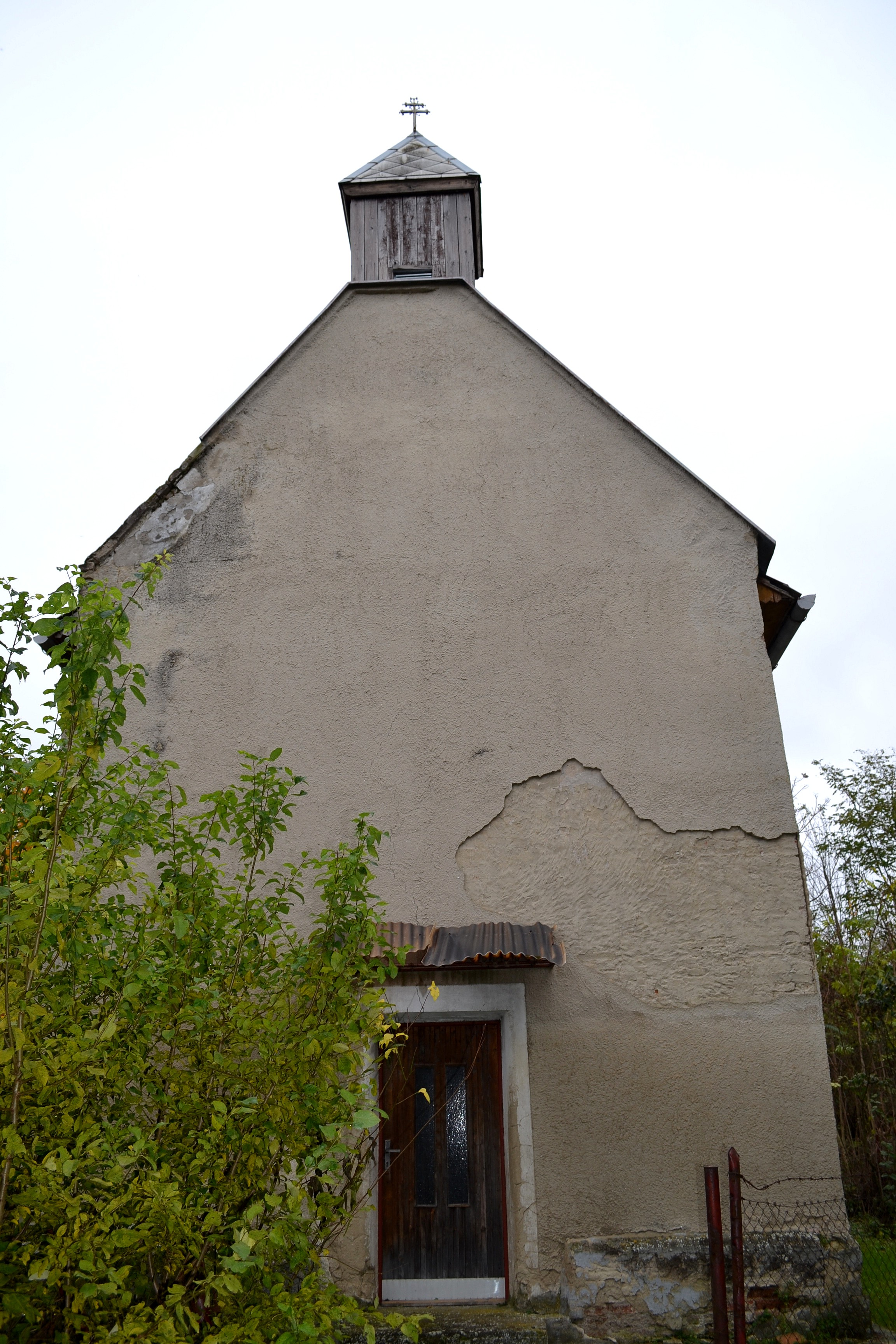
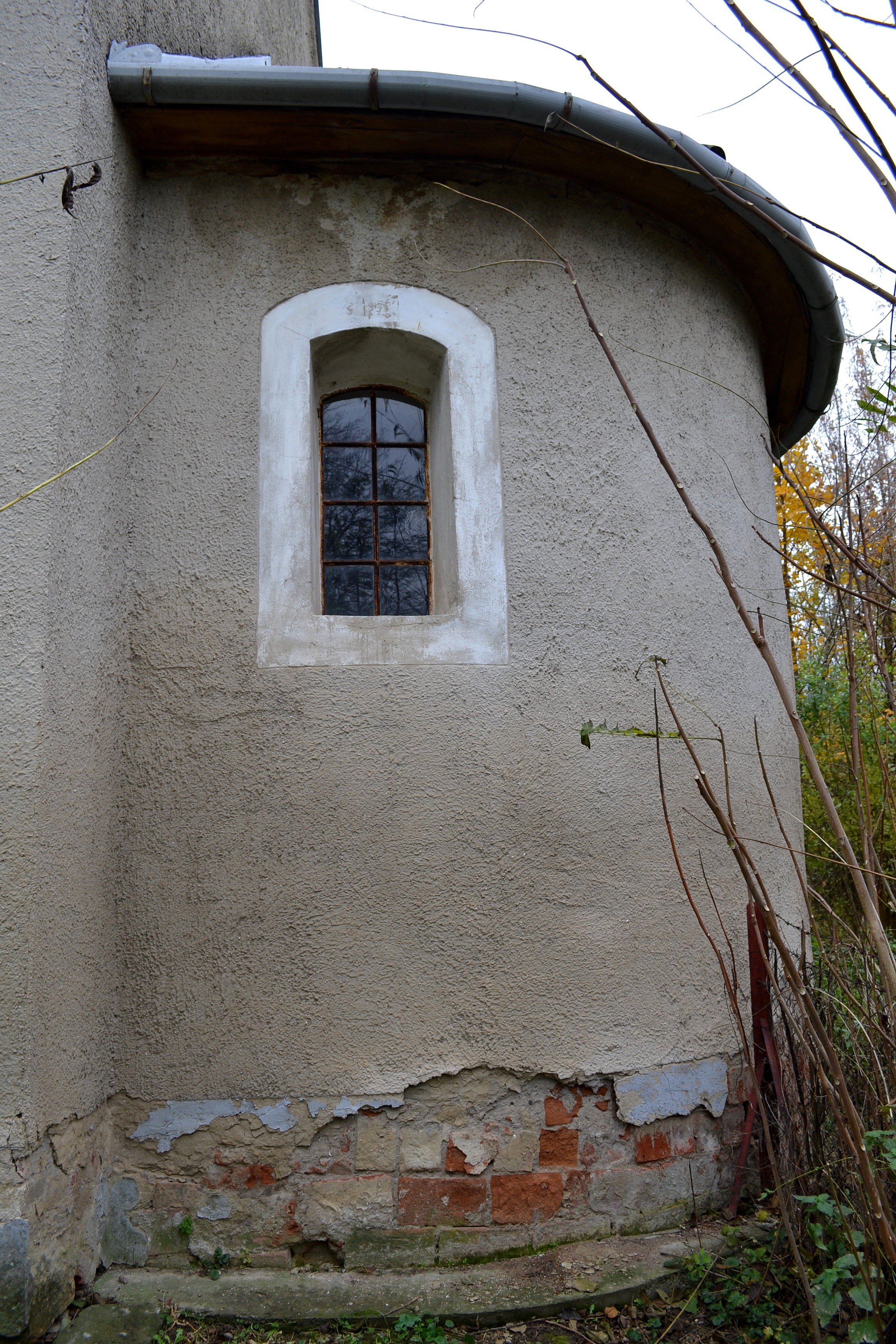
Detail apsidy
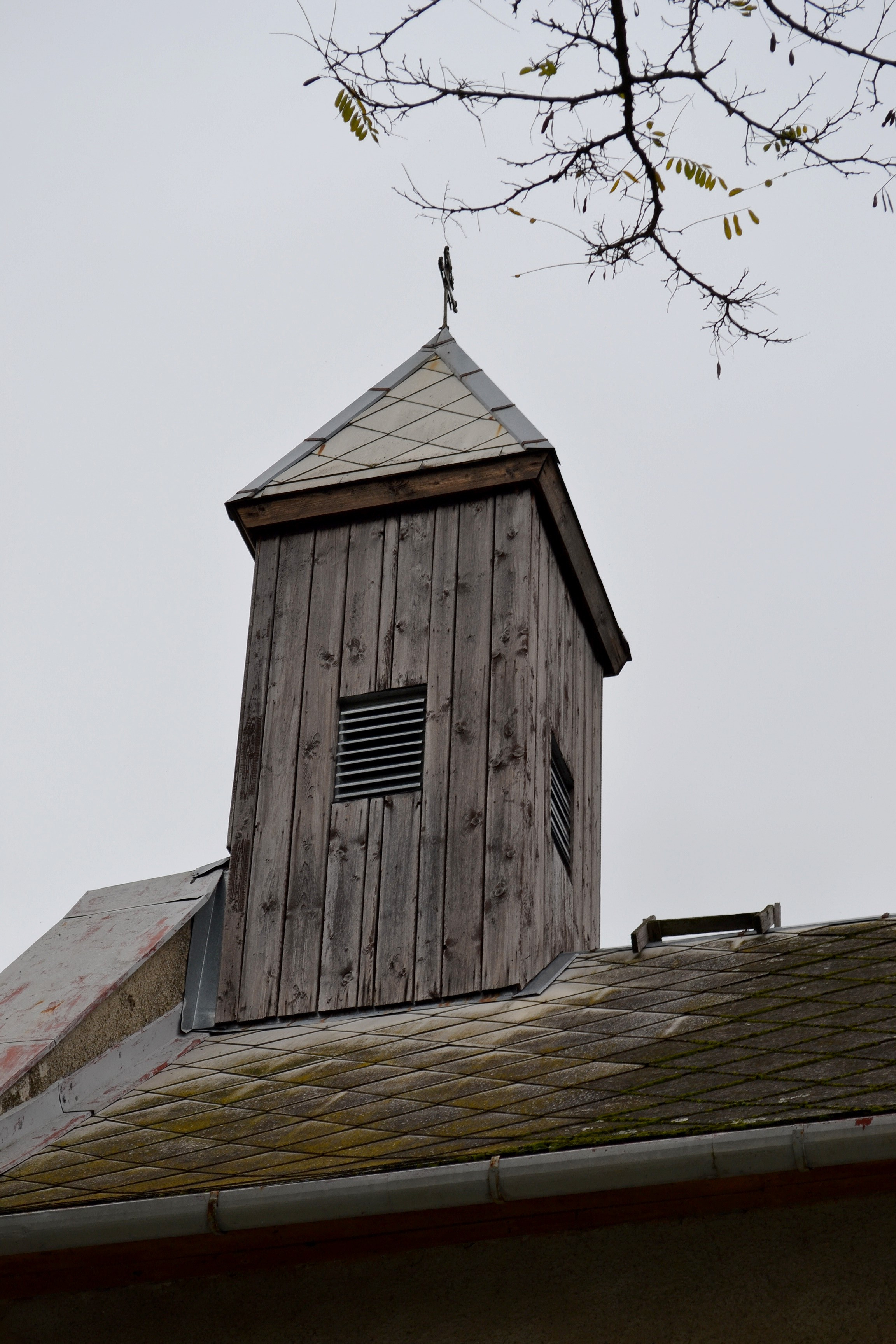
Detail věže

- Římskokatolický kostel svatého Ondřeje, jednolodní původně románská stavba s pravoúhle ukončeným presbytářem a představěnou věží z první poloviny 13. století. Kostel byl goticky upraven v 14. století. Poslední velká úprava kostela, která mu dala současný charakter v duchu geometrické secese proběhla v roce 1911 pod vedením Kolomana Hübschla z Vacova. [3] Kostelu dominuje štíhlá věž na půdorysu čtverce s motivem průběžných kanelur a jehlancovou helmicí. Vstup je řešen jako portikus v podvěží.

- Zámeček Huňorovcov, jednopodlažní stavba na půdorysu obdélníku se sedlovou střechou. Stavbě dominuje půlkruhový rizalit členěný polosloupy a prosklením. Rizalit je lemován nikami. Zámeček prošel necitlivými úpravami v roce 2009.

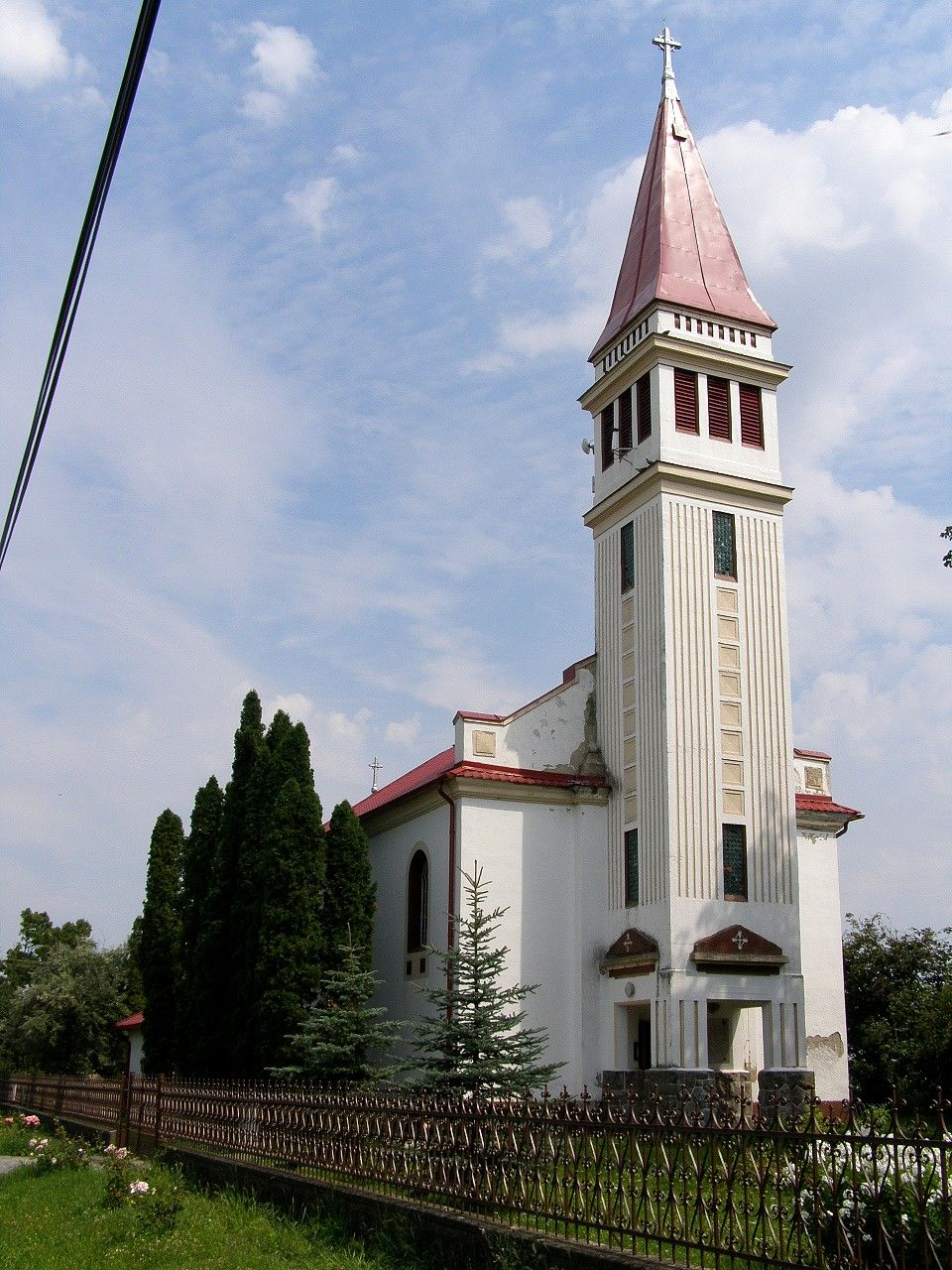
Kostel sv. Ondřeje
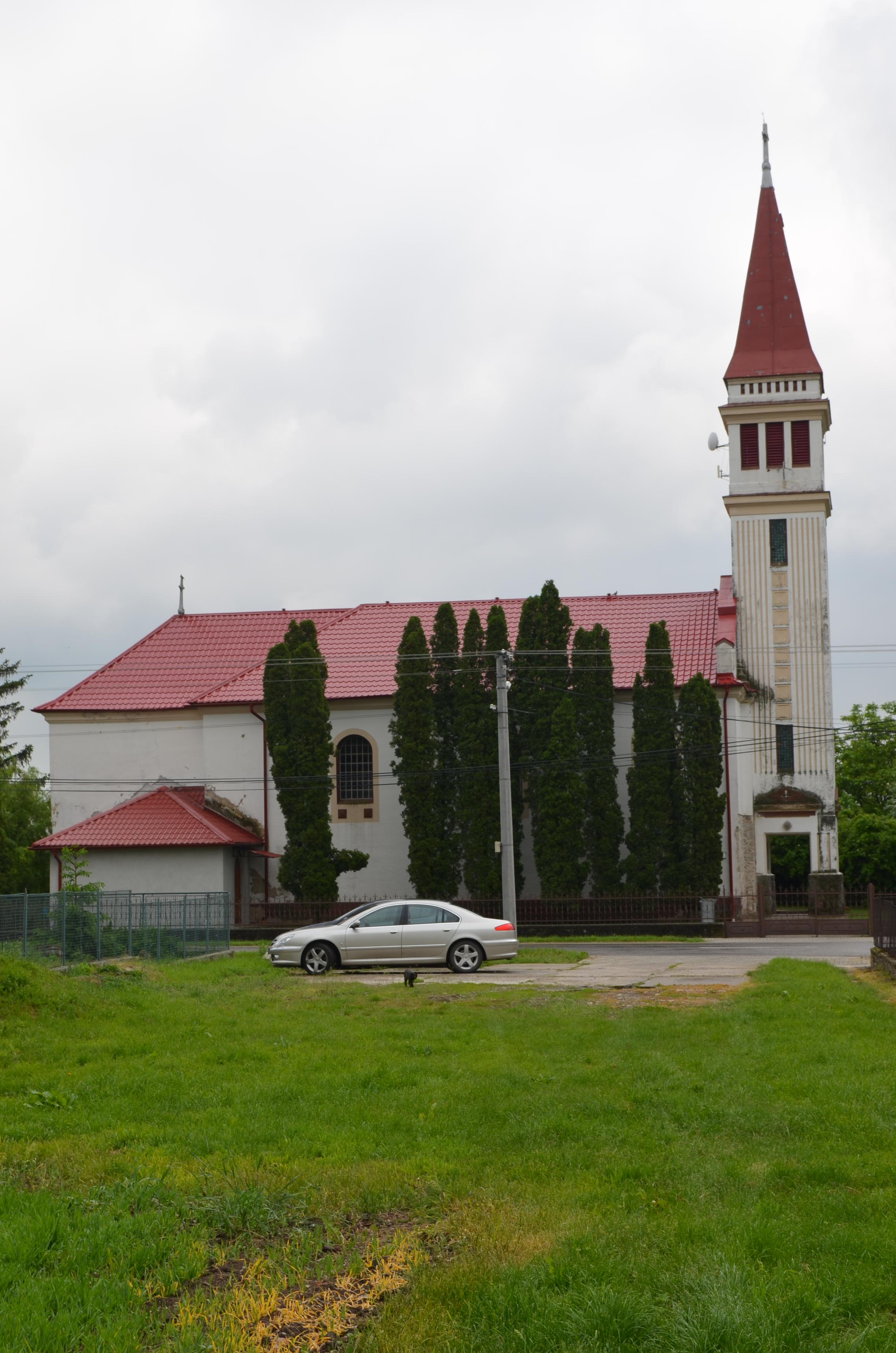
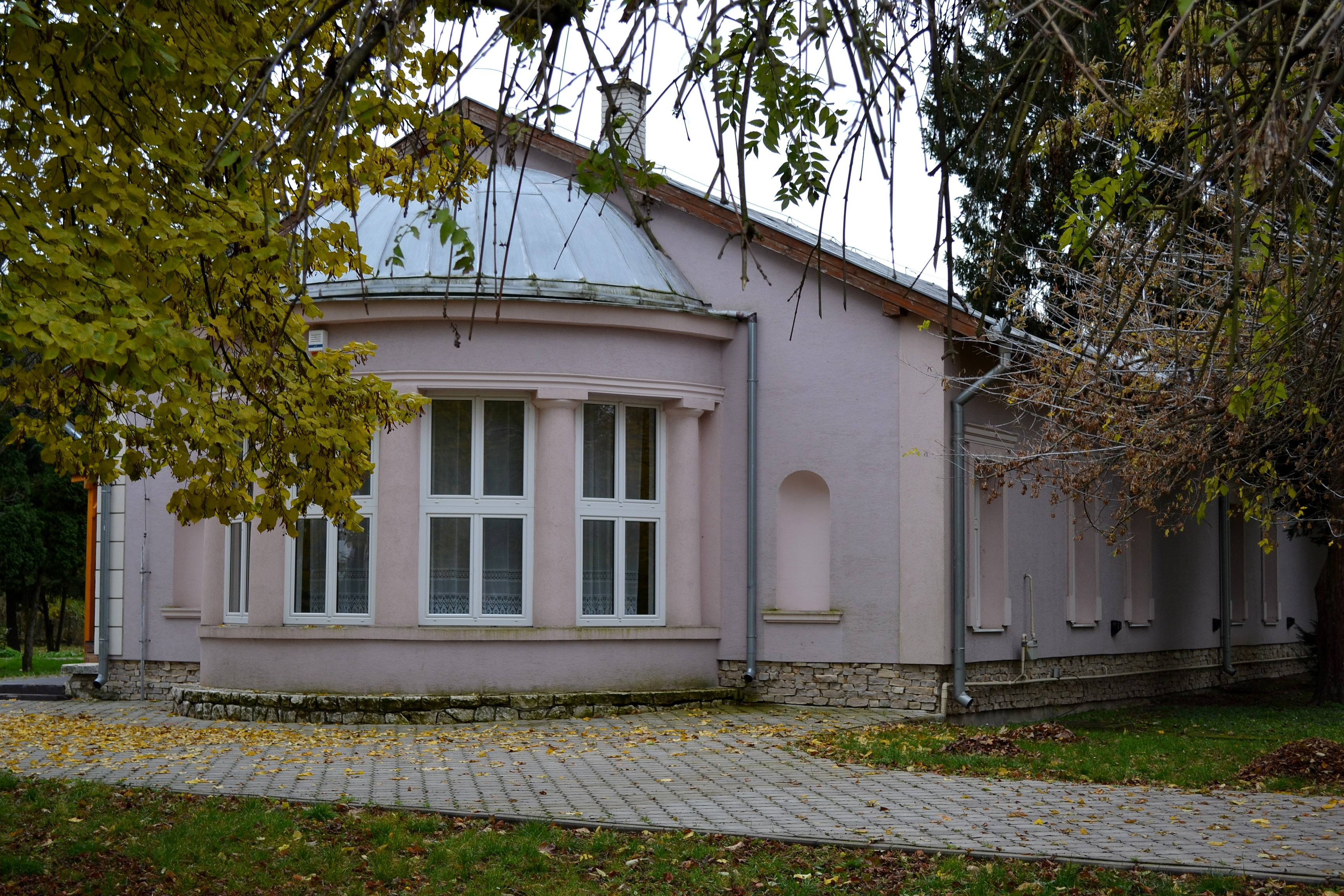
Kaštieľ Huňorovcov

## Občanská vybavenost
V obci jsou dva obchody s potravinami - COOP a soukromý obchod. Každoročně se pořádají "hody" s mnoha kolotoči pro děti. V obci je jedna mateřská škola.